# Le Chanteur abandonné
Singles de Johnny Hallyday
Ne me quitte pas
(1984) Rock'n'roll attitude
(1985)
Le Chanteur Abandonné est une chanson écrite et composée par Michel Berger et interprétée par Johnny Hallyday en 1985. Elle est le premier single extrait de l'album Rock'N'Roll Attitude.

## Histoire
Le Chanteur abandonné arrive sur les ondes et sort en 45 tours un mois avant la sortie de l'album Rock'N'Roll Attitude. Première révélation de la collaboration Hallyday-Berger, son thème est familier de l'univers Hallyday, Né pour vivre sans amour et Le chanteur sans amour (respectivement en 1976 et 1980), ou encore L'Idole des jeunes (première du genre en 1962), l'ont précédé. Michel Berger s'il n'invente pas de nouveaux thèmes du répertoire Hallydayen, ne fait pas pour autant dans le redite, il les renouvelle et actualise.
Il s'agit de la première chanson écrite par Berger pour Hallyday. L'idée est née après la visite de Michel Berger dans la loge de Johnny Hallyday après une représentation de son spectacle au Zénith de Paris. Johnny lui demande une chanson ; Berger pour un seul titre refuse, mais pourquoi pas un album. L'idée fera son chemin... Rentré chez lui, Michel Berger repense à cette vision de Johnny Hallyday seul dans sa loge, quelques instants après sa sortie de scène sous les acclamations de la foule. L'image l'inspire, il travaille une partie de la nuit et le lendemain, il présente à Hallyday Le Chanteur abandonné,.
Quelques semaines plus tard, les deux artistes sont à Montréal, en studio, pour l'enregistrement de l'album. Michel Berger souhaite que Johnny Hallyday adopte son phrasé sur Le chanteur abandonné. Johnny s'empare du texte, déclare qu'il va le faire à sa façon et s'approprie la chanson.
Si en écrivant Le Chanteur abandonné, Michel Berger s'inspire d'Hallyday, Johnny, lui, la chante en pensant à Claude François. 
L'accueil fait à la chanson, permet à Johnny Hallyday de renouer avec un véritable succès commercial, après les ventes relativement décevantes de ses précédents singles et plus encore d'obtenir un hit, son dernier grand « standard » remontant à Ma Gueule en 1979.

## Classement
Le Chanteur abandonné se classe au Top 50 durant vingt semaines du 1er juin au 12 octobre 1985, dont deux à la 13e position. Avec plus de 250 000 exemplaires vendus du single, le titre relance la carrière du chanteur en termes de ventes, confirmé par la suite avec Quelque chose de Tennessee, après un début des années 1980 difficile.
À la suite du décès du chanteur, le titre refait son apparition dans les classements en décembre 2017.
| Classement (1985) | Meilleure place |
| ----------------- | --------------- |
| France (SNEP)     | 13              |

| Classement (2017) | Meilleure place |
| ----------------- | --------------- |
| France (SNEP)     | 31              |

## Discographie
avril 1985 :
- 45 tours Philips 880756-7 : Le chanteur abandonné, Pendue à mon cou
- Maxi 45 tours hors commerce Philips 6863254 : Le chanteur abandonné (5:50), Pendue à mon cou (3:58)

26 juin 1985 : album Rock'n'roll attitude
Discographie live :
- 1988 : Johnny à Bercy
- 1991 : Dans la chaleur de Bercy
- 1991 : Johnny Hallyday Fête de l'Huma 18 septembre 1991 (sortie posthume en 2024)
- 1993 : Parc des Princes 1993
- 2000 : 100 % Johnny : Live à la tour Eiffel - Happy Birthday Live - Parc de Sceaux 15.06.2000 en duo avec Pascal Obispo (inédit jusqu'en 2020)